# Communauté de communes Garonne et Canal
La communauté de communes Garonne et Canal est une ancienne communauté de communes française, située dans le département de Tarn-et-Garonne et la région Occitanie.

## Historique
Créée le 12 juillet 2002
Elle fusionne le 1er janvier 2017 avec la communauté de communes Garonne et Gascogne et la communauté de communes du Terroir Grisolles Villebrumier pour former la communauté de communes Grand Sud Tarn-et-Garonne.

## Composition
Elle est composée des communes suivantes :
| Nom                  | Code Insee | Gentilé        | Superficie (km2) | Population (dernière pop. légale) | Densité (hab./km2) |
| -------------------- | ---------- | -------------- | ---------------- | --------------------------------- | ------------------ |
| Montech (siège)      | 82125      | Montéchois     | 50,14            | 6 158 (2014)                      | 123                |
| Escatalens           | 82052      | Escatalinois   | 17,99            | 1 072 (2014)                      | 60                 |
| Finhan               | 82062      | Finhanais      | 11,48            | 1 505 (2014)                      | 131                |
| Lacourt-Saint-Pierre | 82085      | Lacourtois     | 14,77            | 1 147 (2014)                      | 78                 |
| Monbéqui             | 82114      | Monbéquinois   | 6,78             | 617 (2014)                        | 91                 |
| Montbartier          | 82123      | Montbartierens | 15,01            | 1 222 (2014)                      | 81                 |

## Démographie
| 1999  | 2011   |
| ----- | ------ |
| 7 148 | 11 251 |

## Liste des Présidents successifs
| Période                                  | Période | Identité         | Étiquette | Qualité                                          |
| ---------------------------------------- | ------- | ---------------- | --------- | ------------------------------------------------ |
| Mars 2011                                | 2017    | Jacques Moignard | PS        | Maire - Conseiller Général puis Député suppléant |
| mars 2008                                | 2011    | Valérie Rabassa  | UMP       | Conseillère Régionale                            |
| juin 1995                                | 2008    | Robert Lagrèze   | UMP       | Conseiller Régional - Maire                      |
| Les données manquantes sont à compléter. |         |                  |           |                                                  |